# 한큐 백화점

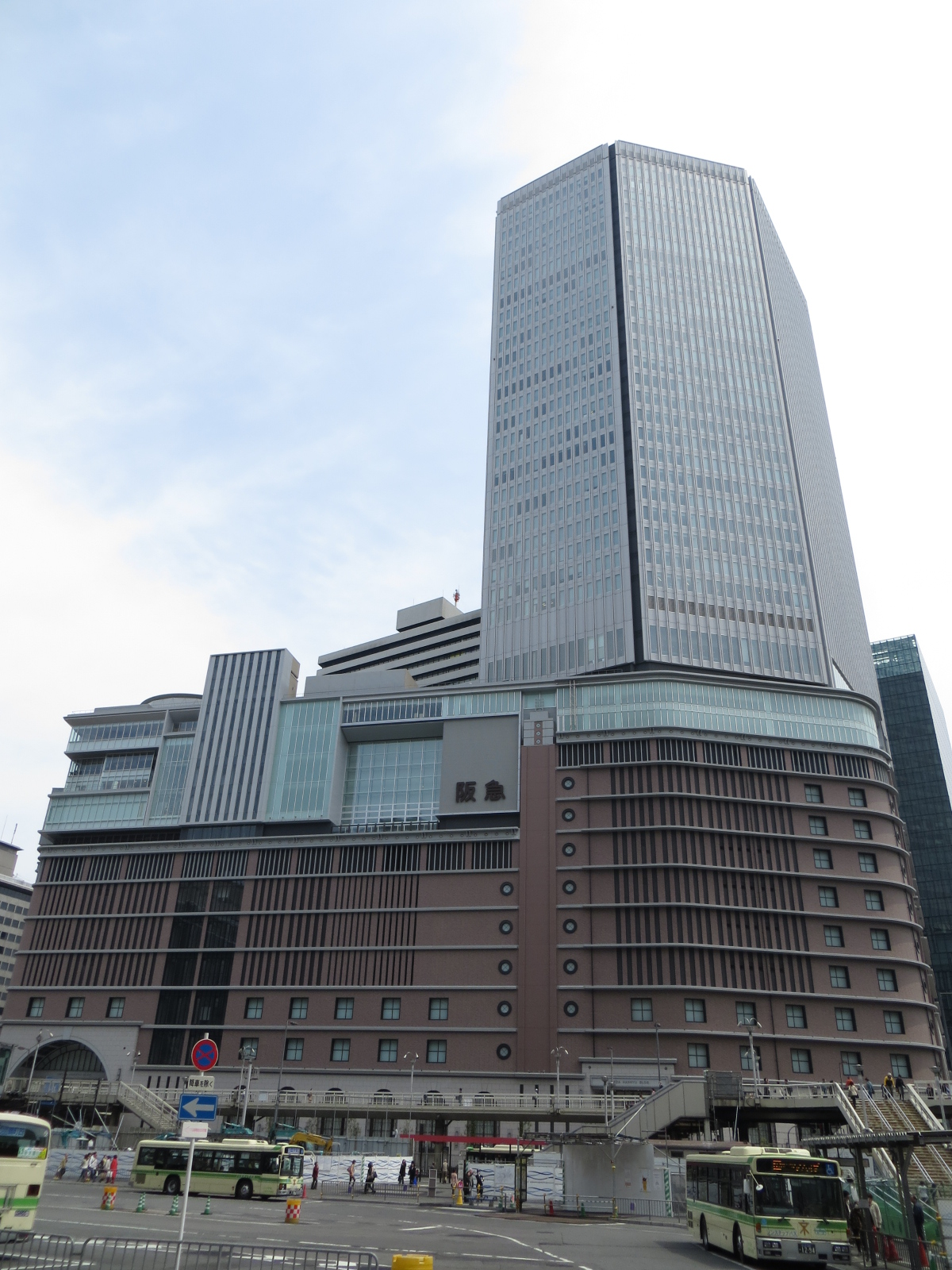
우메다의 한큐 백화점

한큐 백화점(일본어: 阪急百貨店, 영어: Hankyu Department Store)은 에이치 투 오 리테일링 유한공사 산하 주식회사 한큐 한신 백화점이 운영하는 일본의 백화점이다. 고바야시 이치조가 창업했으며, 우메다에 본점이 있다.
1947년 4월 1일부터 2008년 9월 30일까지 주식회사 한큐 백화점이 운영했으나, 2008년 10 월 1일자로 주식회사 한신 백화점과 합병했기 때문에 현재는 주식회사 한큐 한신 백화점이 운영하고 있다.

## 같이 보기
- 한신 백화점